# 陈东琦
陈东琦（1988年8月18日—），内蒙古赤峰市人，中国国家射击队成员。

## 战绩
2014年仁川亚运会上，她与队友常静、赵慧馨获得女子步枪三种姿势团体金牌；与队友常静、易思玲获得女子50米步枪卧姿团体银牌。2015年，她在国际射联世界杯（德国站）上以422.9环成绩，一举打破女子10米气步枪世界纪录。2017年6月23日，在内蒙古自治区党代表会议上当选中共十九大代表。
2021年3月，国家步手枪射击队东京奥运会最终队伍选拔赛中，陈东琦发挥出色拿到第2名，从而与提前晋级的史梦瑶共同入选射击队奥运阵容。2021年7月，入选2020年夏季奥林匹克运动会中国代表团，并参加女子50米步枪三姿比赛。7月31日的资格赛中，她以总成绩1165环位列第19，无缘该项目的决赛。